# اختزالية

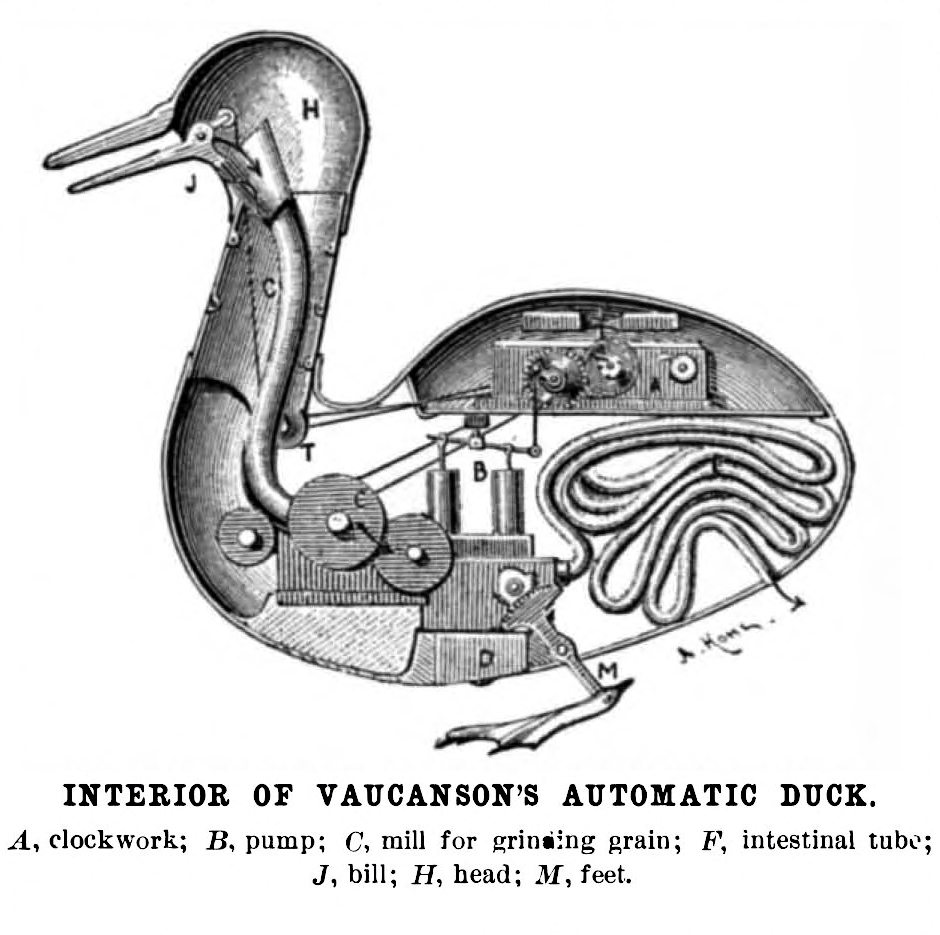
ديكارت يرى أن الحيوانات غير البشرية يمكن تفسيرها بصورةٍ مُختزلةٍ على أنها آلات ذاتية التشغيل — دي هومين (De homine)، 1662.

الاختزالية (Reductionism) تعني إما (أ) نهجًا لفهم طبيعة الأشياء المُعقدة عن طريق اختزالها إلى تفاعلاتٍ من أجزائها، أو إلى أشياء أكثر بساطةً أو أشياء أكثر أساسيةً أو (ب) موقفًا فلسفيًا يعني أن أي نظام مُعقّد ليس سوى مجموع أجزائه، وأنه يمكن اختزال أي جزء منه إلى أجزاء تتألف من مُقَوّمات أساسية فردية. ويُمكن أن يُقال هذا على الأشياء والظواهر والتفسيرات والنظريات والمعاني.
تعكس الاختزالية بقوةٍ منظورًا مُعينًا على السببية. وفي إطار العمل الاختزالي، تُسمى الظواهر التي يمكن تفسيرها بشكلٍ كاملٍ من حيث العلاقات بين ظواهر أخرى أكثر أساسيةً الظاهرة الثانوية (epiphenomena) (هي ظاهرةٌ ثانويةٌ تحدُث جنبًا إلى جنب مع ظاهرة أولية أو بالتوازي معها). وغالبًا ما يكون هناك تَضْمِين بألا تبذل الظاهرة الثانوية أي قوةً سببيةً على الظواهر الأساسية التي تفسرها.
لا تحول الاختزالية دون وجود ما يمكن تسميته بـ الظواهر المنبثقة، ولكنها تستلزم القدرة على فهم تلك الظواهر بشكلٍ كاملٍ من حيث العمليات التي تتكون منها. ويُعد هذا الفهم الاختزالي مُختلفًا للغاية عن ذلك الذي يتم تضمينه عادةً عن طريق مصطلح 'الانبثاق'، الذي يقصد إجمالاً أن ما ينبثق هو أكثر من مجموع العمليات التي ينبثق منها.
تحاول الاختزالية الدينية عمومًا تفسير الدين عن طريق تلخيصه في أسباب غير دينية مُعينة. ومن الأمثلة القليلة للتفسيرات الاختزالية لوجود الدين: أنه يمكن اختزال الدين إلى مفاهيم الإنسانية من صوابٍ وخطأ، وأن الدين في الأساس هو محاولةٌ بدائيةٌ للسيطرة على بيئاتنا، وأن الدين يُعد طريقة لتفسير وجود العالم المادي. ويستخدم علماء الأنثُرُوبُولوجيا (علماء بعلم الإنسان) إدوارد بيرنت تايلور (Edward Burnett Tylor) وچيمس چورج فريزر (James George Frazer) بعض الحجج الاختزالية الدينية. وتُعد فكرة سيغموند فرويد (Sigmund Freud) بأن الدين لا شيء سوى وَهْمٍ وعرض الماركسِيَّة للدين على أنه «تنهيدة المظلومين»، مُقدمًا فقط «السعادة الوهمية للبشرية»، هما تفسيران اختزاليان مؤثران آخران للدين.
هناك درجة مُعينة للاختزالية في العلوم الاجتماعية، والتي تحاول غالبًا تفسير مجالات النشاط الاجتماعي بأكملها كمُجرد ميادين فرعية لميدانهم الخاص. وكمثال، يحاول خبراء الاقتصاد الماركسيون غالبًا تفسير السياسة باعتبارها تابعةً للاقتصاد، وينظر علماء الاجتماع في بعض الأحيان إلى الاقتصاد والسياسة كمُجرد مجالات فرعية للمجتمع.